# Nigetia formosalis
Nigetia formosalis är en fjärilsart som beskrevs av Walker 1865. Nigetia formosalis ingår i släktet Nigetia och familjen nattflyn. Inga underarter finns listade i Catalogue of Life.